# フリートベルク (ヘッセン)

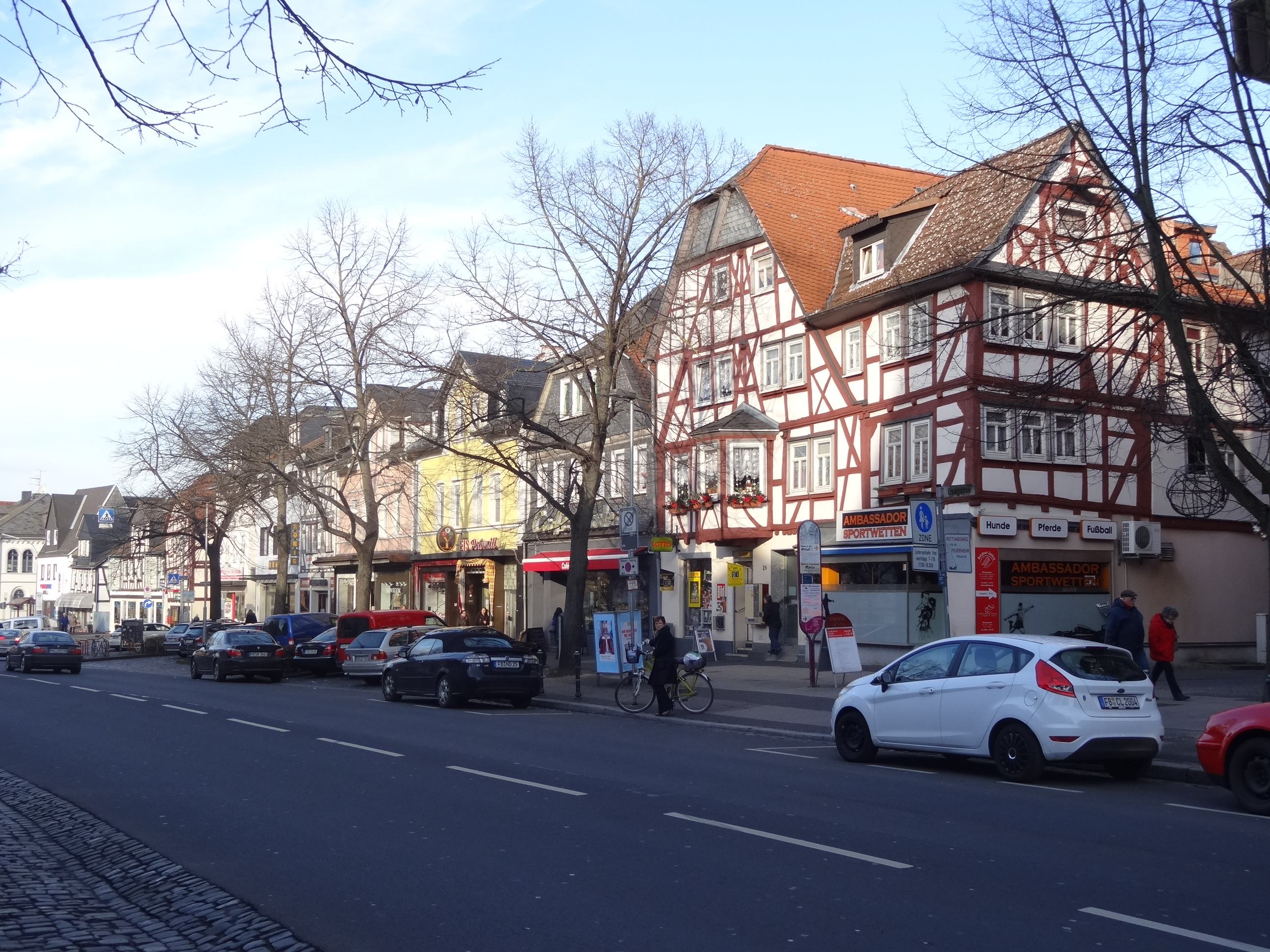
フリートベルクのメインストリート、カイザー通り

フリートベルク (ヘッセン) (ドイツ語: Friedberg (Hessen), ドイツ語発音: [ˈfriːtbɛrk]) は、ドイツ連邦共和国ヘッセン州ヴェッテラウ郡に属す市である。この街はライン＝マイン地方の北辺に位置するヴェッテラウ郡の行政中心都市である。かつての自由帝国都市であり、メッセ都市であったこの街は中世には、現在のヘッセン州にあたる地域で最も重要な都市の一つであった。今日まで良い状態で保存された都市景観が、裕福だった過去を思い起こさせる。かつての帝国の城、ゴシック様式の市教会、中世のミクワー（ユダヤ教の宗教儀式用水槽）が見所として挙げられる。

## 地理
フリートベルクは、フランクフルト・アム・マインの北約 30 km のヴェッテラウに位置している。この街は、ウーザ川がヴェッター川に合流する地点の高台に位置している。町の中心である市教会は海抜 159 m にあたる。フリートベルクの市域の一部はタウヌス山地のシュタインコプフ、高度 518 m にまで延びている。

### 隣接する市町村
フリートベルクは、北はオーバー＝メルレン、バート・ナウハイムおよびヴェルファースハイム、東はライヒェルスハイム、フロールシュタットおよびニッダタール、南はヴェルシュタットおよびロスバッハ・フォア・デア・ヘーエ（以上いずれもヴェッテラウ郡）、西はヴェールハイム（ホーホタウヌス郡）と境を接している。

### 市の構成
フリートベルクは、中核市区の他、ブーヒェンブリュッケン、ドルハイム、オックシュタット、オッセンハイム、バウエルンハイムの各市区で構成されている。ファウアーバッハ（1131年に Woverebach と記述されている）は、早くも1901年に合併しており、中核市区の一部となっている。

## 歴史

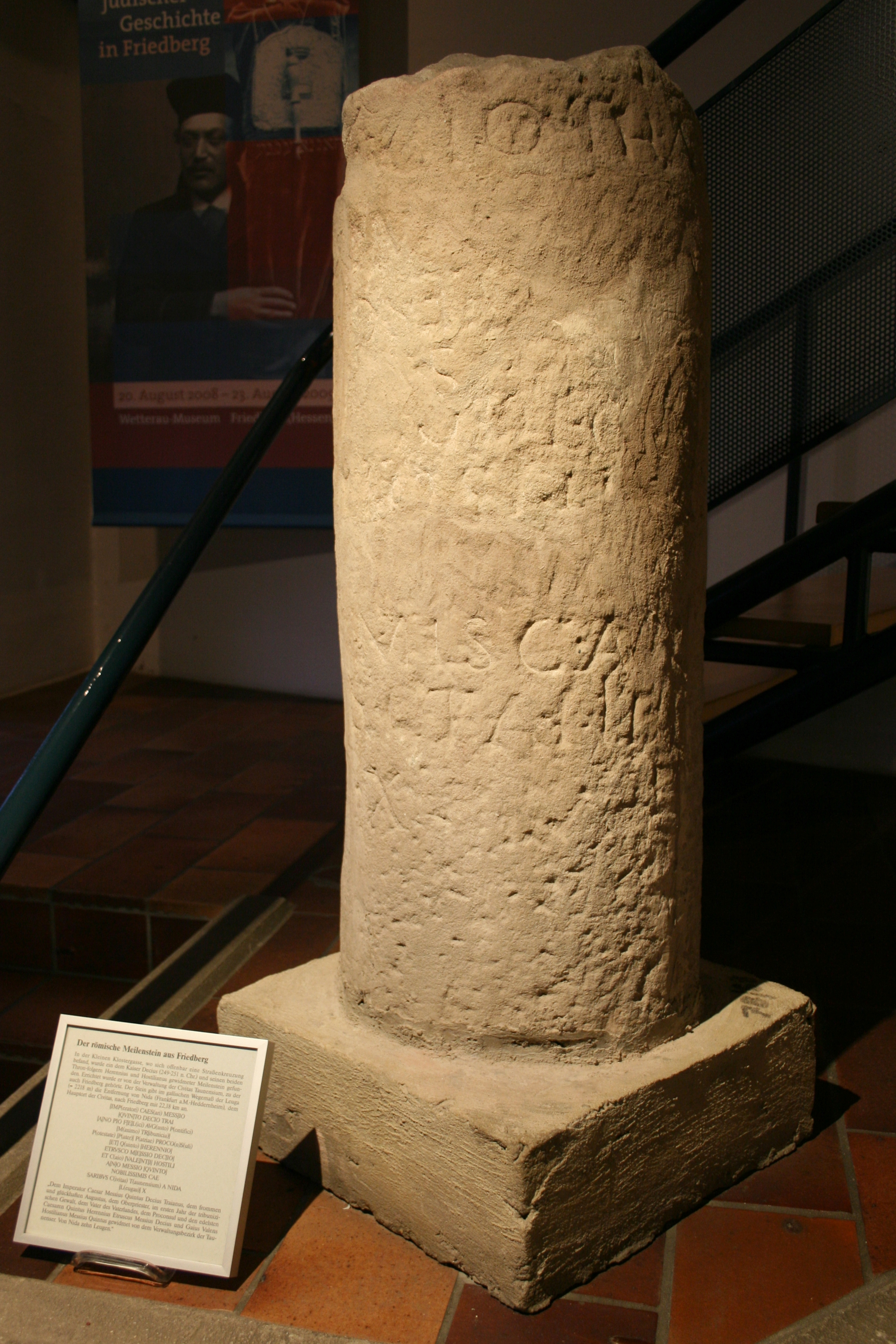
フリートベルクから出土したローマ時代の石柱。ヴェッテラウ博物館蔵

フリートベルクのブルクベルクに1世紀の初めにローマ帝国の軍事基地が設けられた。これはゲルマニクスの遠征に際して設けられたものであった。遠征終結後、フリートベルクは何十年もの間ローマ軍の駐留がないまま放置された。皇帝ウェスパシアヌス治世の69年から79年にブルクベルクに再びローマ軍のカストラが建設された。何度も拡張・改造が繰り返されたこの施設は、ローマ軍がライン川国境まで撤退した260年頃に放棄された。
1世紀の終わり頃、このカストラの西側で小さな軍用レンガ工場が操業していた。ここでは、器も焼かれていた。焼き印されたレンガは、cohors IV Aquitanorum および cohors I Flavia Damascenorum によって製造された。おそらくカストラの一部と推定される小さな浴場施設の発掘跡が現在も明らかに識別できる。タキトゥスが記述した castellum in monte tauno は、現在のフリートベルクのカストラにあたると推定されている。ちなみに、人文主義の時代にこの記述に基づいて名付けられたのがタウヌス山地である。
フリートベルクの城塞と都市は、ヴェッテラウの中心に位置する玄武岩の岩山に建設された。これらは、おそらく、皇帝フリードリヒ・バルバロッサの時代、1171年から1180年の間にクーノ1世フォン・ハーゲン＝ミュンツェンベルクによって建設された。城に関して記述された現存する最も古い史料は1216年、都市に関するそれは1219年のものである。これらは、シュタウフェン時代の都市平面図に基づいて計画都市として建設された。
城と都市はともに、神聖ローマ帝国内で固有の領邦をなす、独立した権利を持つ組織であった。城と都市との緊密な共存は軋轢を生み、何世紀にもわたりフリートベルクの歴史に影響を決定づけた。こうした地理的状況は当時この街だけではなかった。たとえば、ニュルンベルクなども類似の状況にあった。
フリートベルク市の経済発展の基盤は、布の製造であった。この街は1252年に帝国都市となった。フリートベルクでは毎年2回メッセが開催された。メッセは1332年に8日間から14日間に延長された。人気のフリートベルクの布地は、リューベックからウィーン、シュレージエンからオランダに至る市場に流通した。フリートベルクは14世紀には約3,000人の人口を擁する当時としては中規模の都市であった。ユダヤ人コミュニティは1241年に成立した。このコミュニティには数百人の構成員がいた。
甚大な都市火災（1383年と1447年）と経済不況は、この街の重要性を低下させた。14世紀末には、フリートベルクのメッセは、ローカルな意義しかなく、布地の生産は減少していった。フランクフルトのメッセがライバルとして市場にとどめを刺した。この街は、この低調な時代に借金を抱え込んだ。

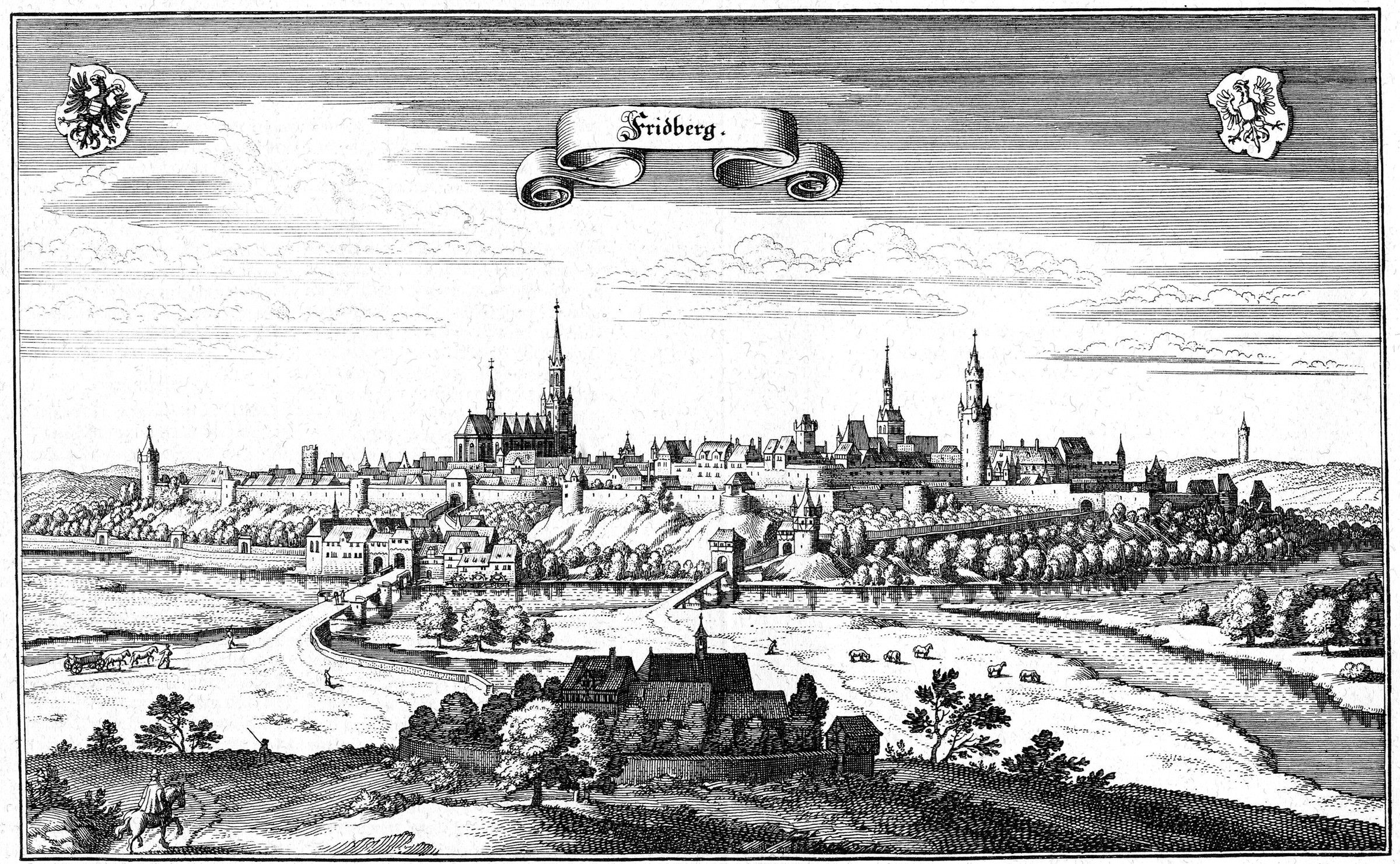
1655年に出版されたマテウス・メーリアンの銅版画に描かれたフリートベルク

帝国は、1347年以後、帝国都市フリートベルクを様々な領主に繰り返し質入れしており、1455年からはおおむねフリートベルク城伯の爵位が質草とされた。城との紛争後、最終的に城の支配権が都市に及ぶこととなった。1497年にはまだ約1,300人の住民がいたが、裕福な市民はフランクフルトに移り住んでいった。1615年にはついにこう言われるようになった:「市民は野良仕事や牧畜で生活している。その他に産業も商売もない。フランクフルトのメッセにあげてしまったからだ･･･。」
この帝国都市は、1541年に福音主義化された。
1574年から1665年までの間、フリートベルクから12件の魔女裁判が起こった。1995年、すべての犠牲者を代表してズザンナ・エーデルホイザーの名が通りの名に冠され、名誉を讃えられた。

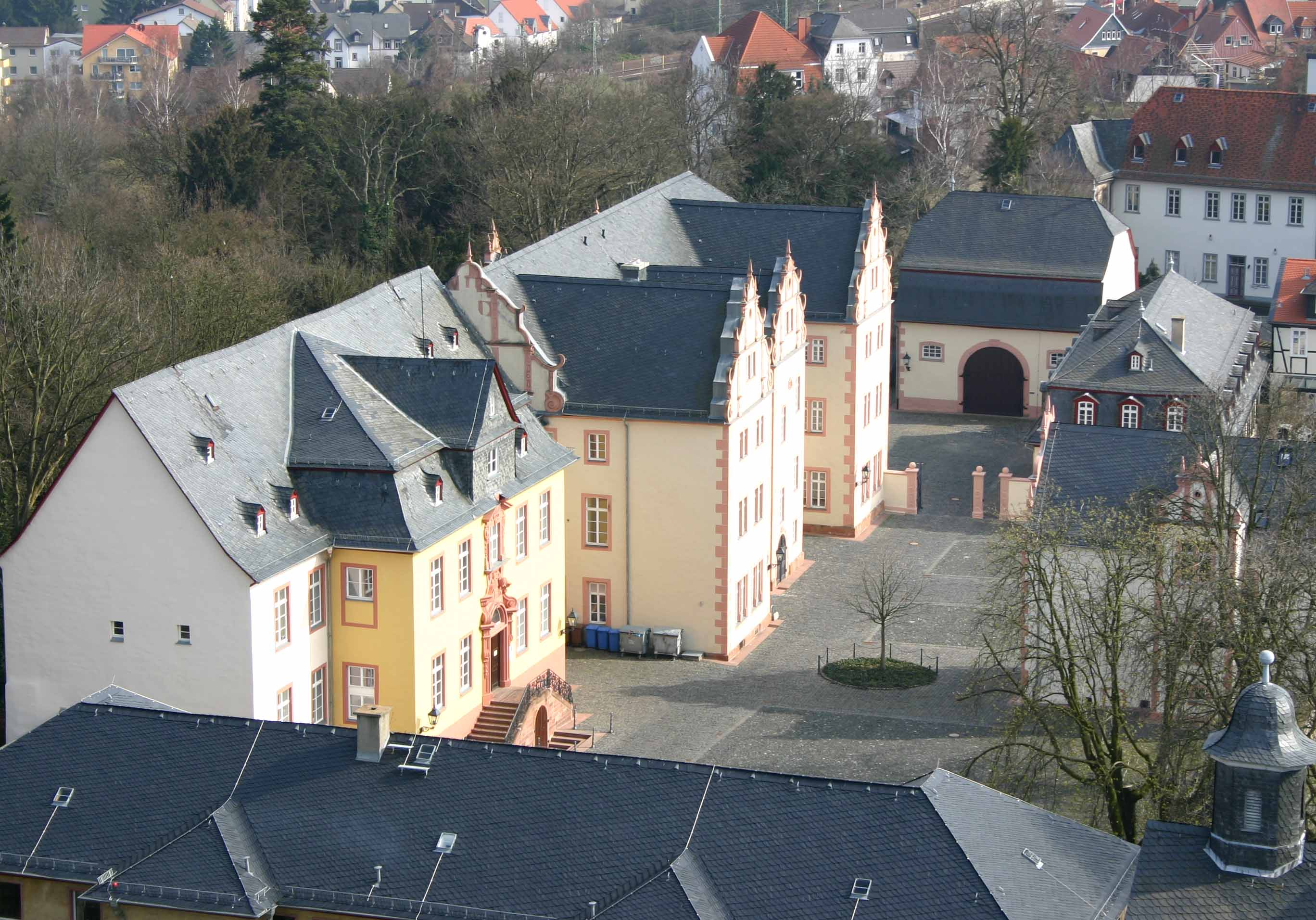
フリートベルク城

この街は、複数の街道筋にあたる立地のために、戦禍に苦しめられた。三十年戦争、七年戦争、フランス革命戦争、およびそれらに伴う略奪である。この街は、オーバーライン帝国クライスに属した。若き日のヨハン・ヴォルフガング・ゲーテの（意に沿わない）訪問は、文学史におけるささやかなエピソードをこの街にもたらした。彼は1772年11月10日の手紙で、「現在、不快なフリートベルクに」いることを嘆いている。
1802年、当時約2,000人の人口を擁したこの街はヘッセン大公領となり、1806年にはフリートベルク城もこれに続いた。この都市と城は、1834年に初めて統合された。マイン＝ヴェーザー鉄道の建設（1850年 – 1852年）は、ゆっくりとではあったが、この街に経済的発展を再びもたらした。
フリートベルクは、1945年3月29日にアメリカ陸軍第3軍に占領された。

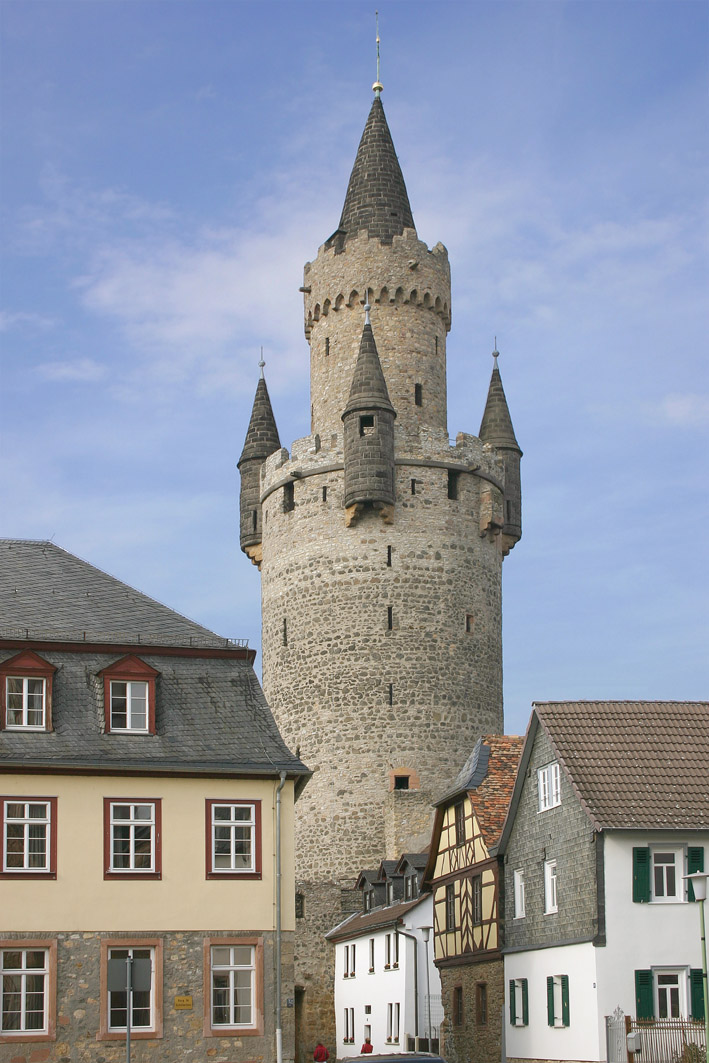
アドルフ塔

### 現代
現在フリートベルクは、アドルフ＝ライヒヴァイン＝シューレ、アウグスチナーシューレ、ヘンリー＝ベンラート＝シューレ、ブルクギムナジウム、ヨハン＝フィリップ＝ライス＝シューレ、専門単科大学といった多彩な教育施設を擁し、ヴェッテラウの文化的中心となっている。高さ 58 m のベルクフリートであるアドルフ塔は、この街の象徴的建造物となっている。ユーデンガッセには、ドイツで最も深い、深さ約 25 m の記念碑的宗教儀式用水槽ミクワーがある。これは、初期ゴシック様式のホール教会（1260年 – 1410年）と同じ石工によって、1260年に制作されたものである。現在の水道塔には、ドイツで最大の石製の市章（1927年製）が掲げられている。
1958年から1960年までエルヴィス・プレスリーがこの街に駐屯していた。彼の作品は、ヴェッテラウ博物館で賞賛を集めている。さらに彼の栄誉をたたえる記念碑がエルヴィス・プレスリー広場に設けられ、オーバーヴェルシュタット方面からの街の入り口にあたる旧ライ兵舎前ロータリーの銅像が彼を記念している。

### 市町村合併
旧ファウアーバッハ町はすでに1901年にはフリートベルクの所属となった。この町は、1035年2月16日にプファルツのリムブルク修道院の寄進状にその名が記されており、この時に皇帝コンラート2世によって寄進された。寄進状には、修道院はこの村を、「それまでラインフランク公が所持していたあらゆる権利や用益権を含め」所有すると記述されている。
1971年12月31日、それまで独立した町村であったブルーヒェンブリュッケン、オックシュタット、オッセンハイムが合併した。ドルハイムは1972年8月1日にこれに加わった。

## 住民

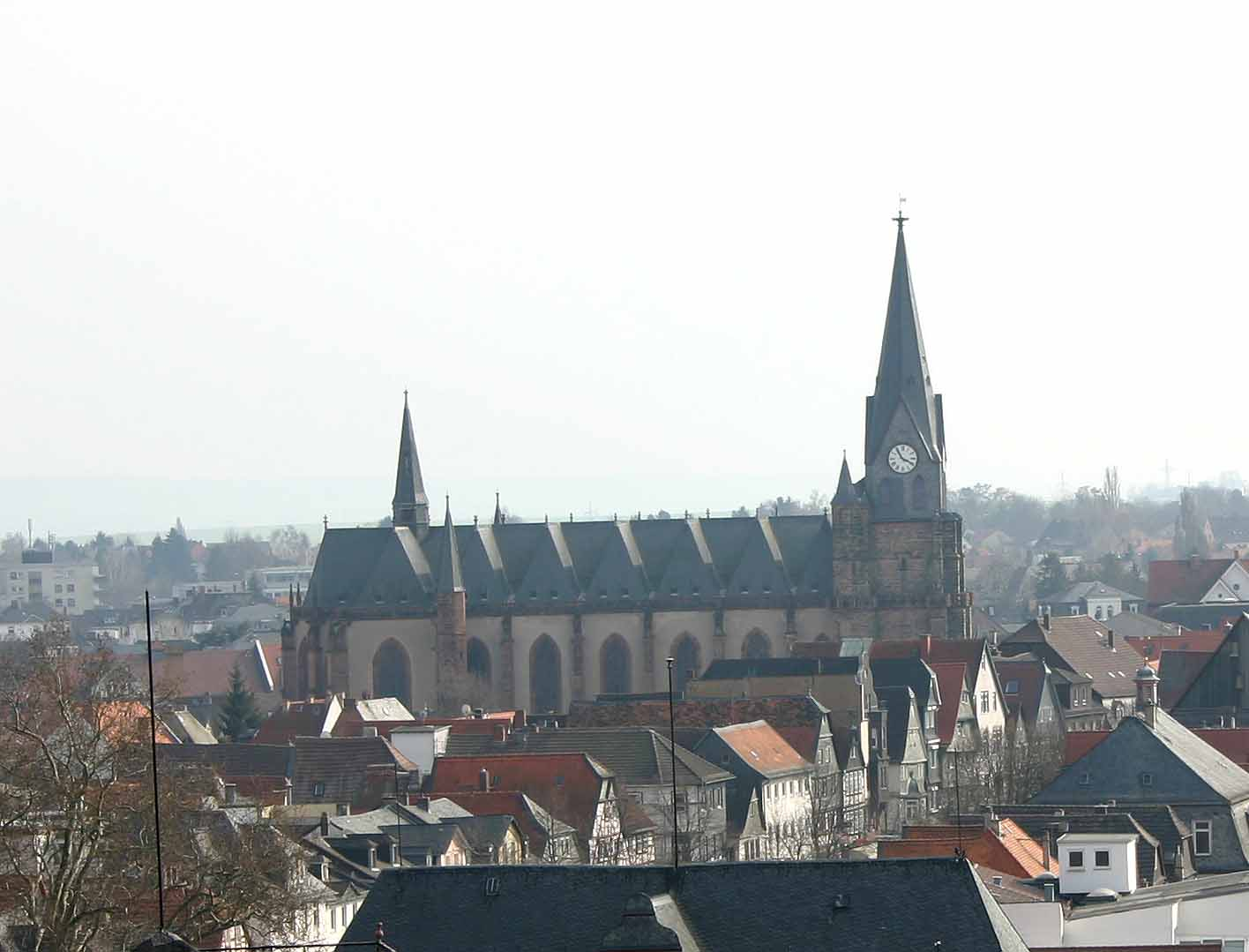
フリートベルクの市教会

### 宗教
フリートベルク福音主義教会には、4つの牧師管区と3つの教会堂が属している。ゴシック様式の市教会、初期古典主義様式のブルク教会（城塞教会）、1980年に建造された近代的な教団センター西である。この他に、現在は中核市区の一部となっている旧ファウアーバッハ区に固有の福音主義教会がある。カトリックのマリア被昇天教区は、マインツ司教区に属している。この教会は、近代的な聖霊教会、1882年建造のマリエン教会、ゼーヴィーゼの外れにある小さなゲオルク礼拝堂を使用している。オックシュタット市区の聖ヤーコブス教会は、エクメーネの思想に基づき、両宗派に利用されている。さらに、自由福音主義教会やランデス教会組織がある。クリスコーナ＝ゲマインシャフツヴェルクはこれに属している。
フリートベルクには、ヘッセン最大のイスラム教宗教施設アヤソフィア＝モスクが2000年から存在している。また、隣のバート・ナウハイムに本部を置くユダヤ教会も存在している。

## 行政

### 市議会
フリートベルクの市議会は、2011年3月27日の市議会議員選挙以降、45議席からなる。

### 首長
2017年9月3日の市長選挙に当時現職のミヒャエル・ケラーは立候補せず、いずれの候補者も過半数を得ることができなかった。この結果を承けて、同年9月24日にディレク・アントヴィアク (CDU) とクラウス＝ディーター・ラック (SPD) との間で同年9月24日に決選投票が行われ、得票率 57.28 % でディレク・アントヴィアクが当選した。
先代のミヒャエル・ケラー (SPD) は、2005年9月11日にフリートベルク市長に初選出された。この選挙には、当時現職のヴィンフリート・バイヤー (CDU) は立候補しておらず、ケラーは初回投票で 54.1 % の票を獲得した。この選挙の投票率は 52.8 % であった。2011年9月4日の選挙でケラーは、89.82 % の票を獲得して市長の座を護った。唯一の対立候補スヴェン・ヴァイベルク (Die Linke) の得票率は 10.18 % であった。

### 姉妹都市
- ヴィリエ＝シュル＝マルヌ（フランス、ヴァル＝ド＝マルヌ県）
- マグレーリオ（イタリア、ロンバルディア州）[14]

イギリスのビショップス・ストートフォードは、かつて姉妹都市関係にあったが、その議会は、2012年9月28日に姉妹都市関係を解消することを、2011年11月に議決した。かつて友好都市関係にあったチェコのErvěniceは、1983年に露天掘りのために町がなくなった。

## 文化と見所

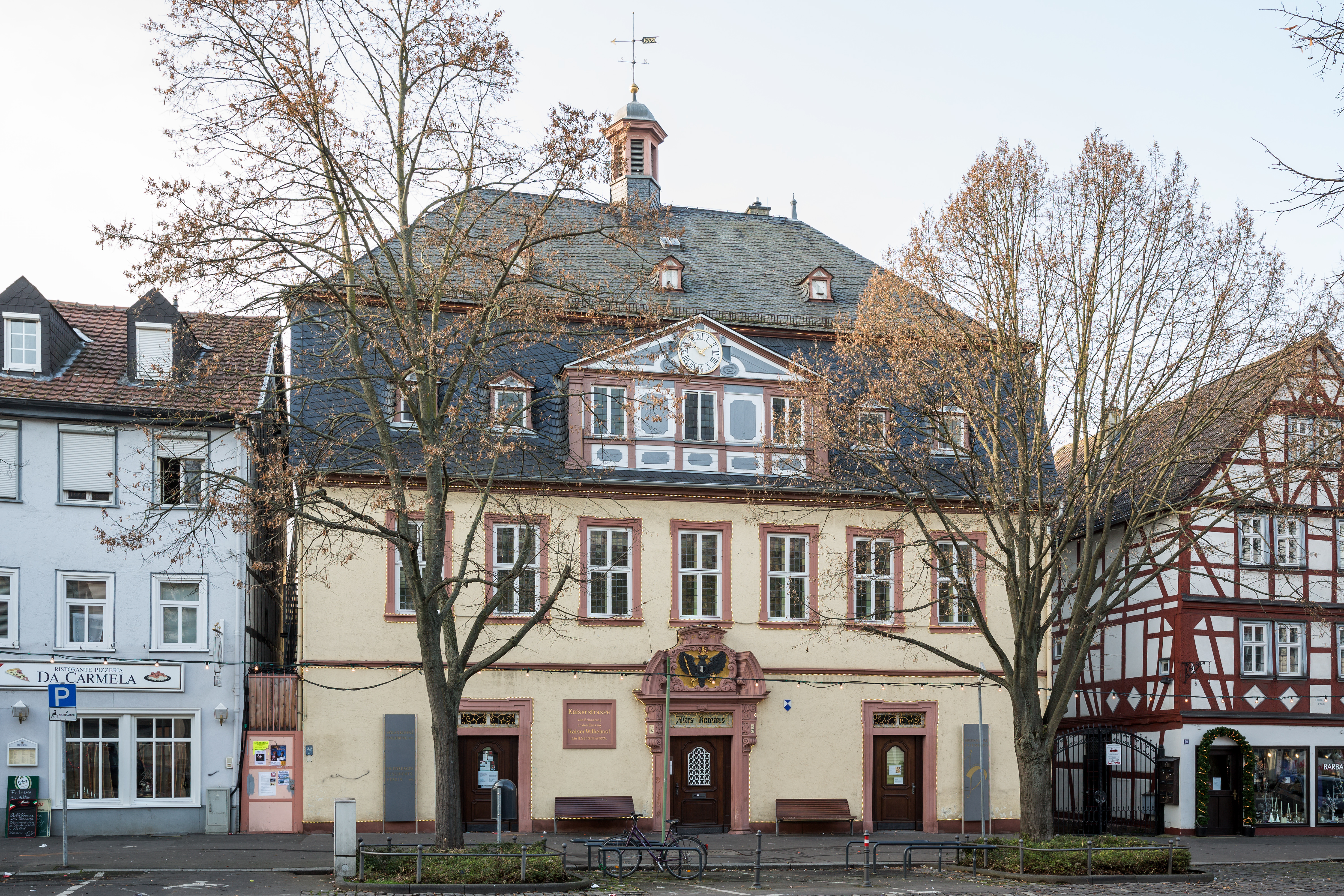
旧市庁舎

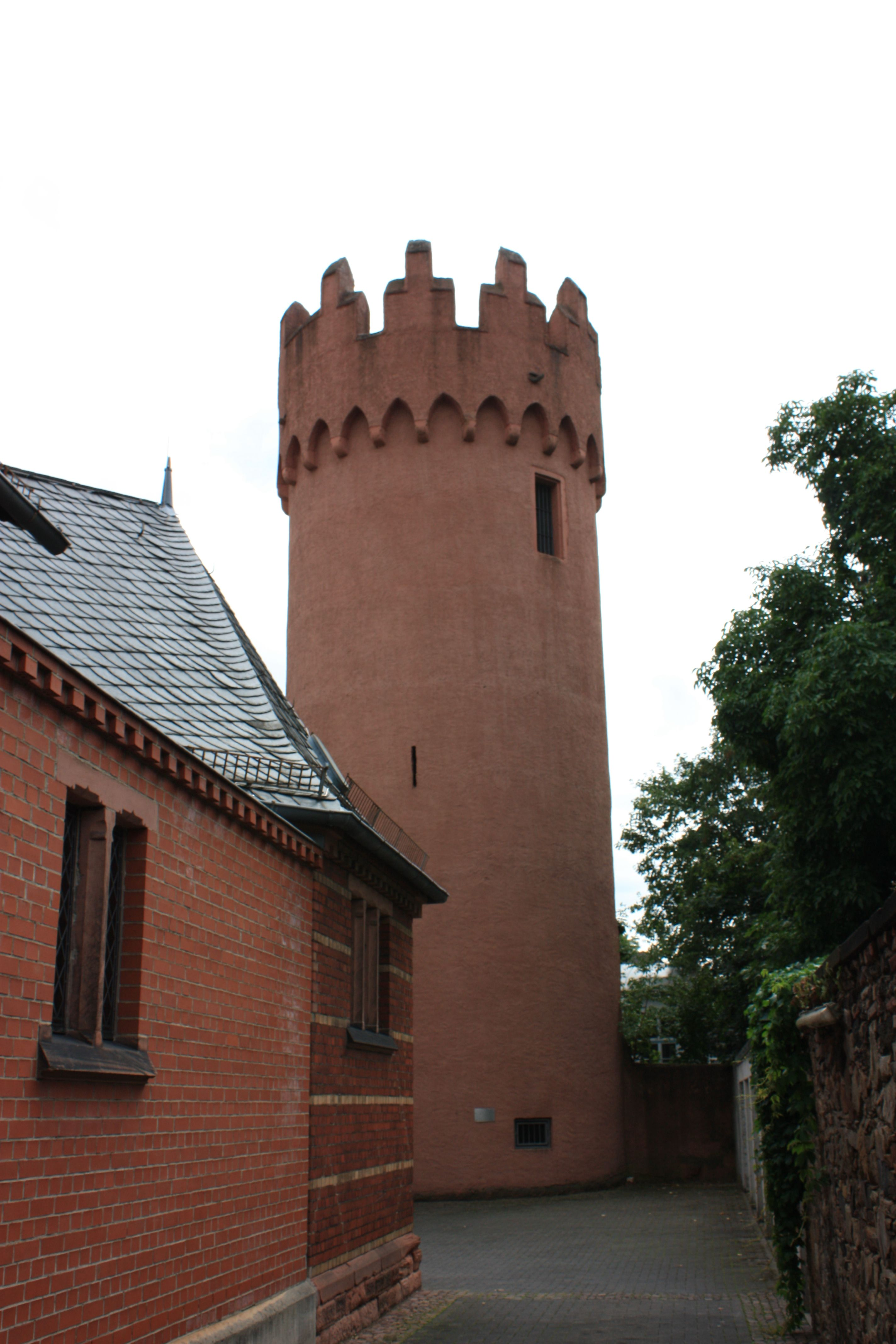
中世の防衛施設の遺構「赤の塔」

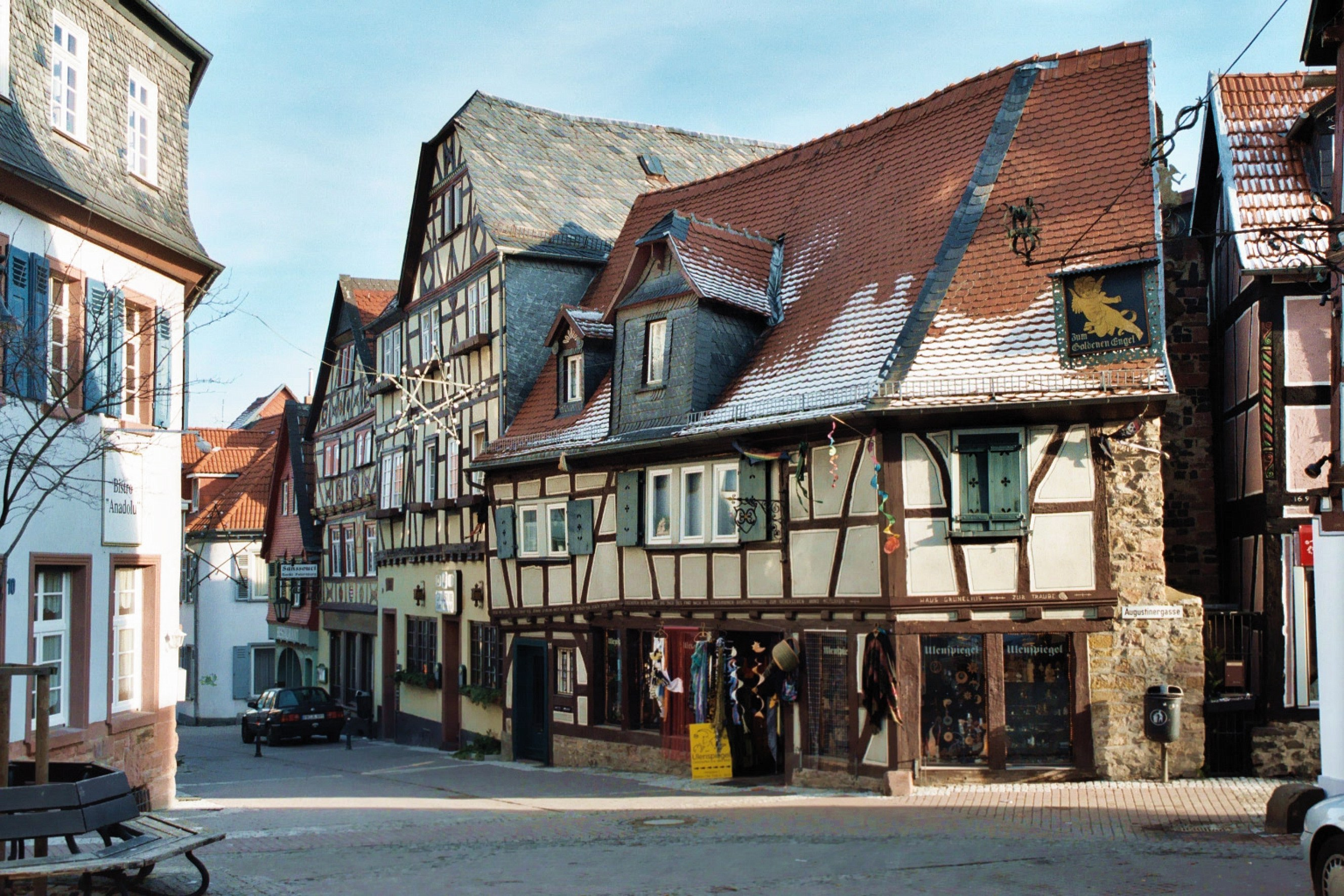
ウーザガッセ

### 建造物
- フリートベルク市教会: 「我らが聖母」教会
- 聖ヤーコプ教会: オックシュタット市区のネオバロック教会（ドイツ語版、英語版）で、「オクシュター聖堂」と呼ばれる。
- ユーデンバート（ユダヤの水槽）: ユーデンガッセ 20番地。ユダヤ教の宗教儀式用女性用水槽（ミクワー）。正方形の、地下水面まで 25 m の深さがある竪穴は、銘文によれば1260年に建設された。
- 旧市庁舎: マンサード屋根と屋根の上の小塔をもつ3階建ての飾り漆喰を施された建物で、バート・ナウハイム出身のヨハン・フィリップ・ヴェルリスヘーファーによって1737年から1740年に建設された。フリートベルクの市の紋章を戴く玄関はビューディンゲンの石工ヨハン・フィリップ・メルスの作品である。かつて市政運営委員会が開催された上階の会議ホールは、2001年以後はフリートベルク音楽学校が練習室として使用している。
- 神学セミナー: カイザー通りに面したこの寄せ棟屋根の3階建て後期古典主義建築は、1848年に建設された。この建物の形式は、ルントボーゲンシュティル（円形アーチ様式）と呼ばれている。
- ブルク教会（城塞教会）: 1808年に建造されたこの古典主義様式の教会堂は、1947年にヘッセン＝ナッサウ福音主義教会が設立された場所である。
- 都市防衛施設: 中世の防衛施設のうち、家屋でふさがれた西側は多くの部分が保存されている。ここには、おそらく1293年に設けられた、ゼーヴィーゼに通じる尖頭アーチの「死刑囚の小門」がある。南東部には、尖頭アーチ型のフリーズと鋸壁の頂部を持つ、いわゆる「赤の塔」が遺されている。この塔は、1396年に初めて都市防衛施設の一部として記述されており、牢獄として利用されていた。
- ヴェッテラウ博物館: ヴェッテラウ（ドイツ語版、英語版）の先史時代・古代（特にケルト時代、ローマ時代）部門、19世紀から20世紀初頭の農業部門、1900年頃の食料品店部門、エルヴィス・プレスリー記念部門がある。
- 民家: 内市街の主軸を形成しているカイザー通り（幅が広いため、かつては市場に利用されていた）沿いに15世紀から18世紀に建設された数多くの木組み建築が遺されている。ただし、そのうちのいくつかは、スレートが張られたり、漆喰を塗られたりしている。下層部分はほぼすべてが店舗に改造されている。おそらく17世紀の初めに建設された「ツーア・ツァイト館」（カイザー通り33番地）は、上層に多角形の出窓を設けた最初期の作例に数えられている。これよりかなり古い建物が、44/46番地のスレート張りの二軒家である。この建物は15世紀初期にはすでに建設されていた。特に見事なのは、1333年にその存在が証明されているローゼネック邸（59/61番地）である。この建物は15世紀後半に現在の形となった。ただしこの建物は純粋な木組み建築ではない。その2つの下層部はどっしりと造られている。1473年建造を自称する「ツーム・ブロンツィーゲル館」（77番地）は、かつて毛織り職人のツンフトハウスであった。73番地および75番地の建物は16世紀に建てられたものである。114番地の4階建ての建物は最も豪奢なものの一つに数えられる。この建物は、1598年の銘を持ち、内部に螺旋階段を有している。118番地と120番地は、カイザー通りでは数少ない古い時代の堂々とした建物である。118番地の建物はおそらく、本市で最も古い世俗建築である。それは12世紀末に建設され、ドイツ騎士団ザクセンハウゼン修道会の本部となっていた。隣のフェルチュ邸（120番地）は、中核部分は14世紀初めに建設され、1720年頃にバロック様式に改築された。この建物もやはりドイツ騎士団の持ち物であったが、20世紀初めにフリートベルクの商人ヴィルヘルム・フェッチュがこれを入手した。彼は、新たにマンサード屋根を葺き、西側に見られる張り出し部を造設した。

カイザー通りから分岐する狭い路地にも古い建物が保存されている。たとえば、17世紀後半に建設されたウーザガッセ15番地の家、16世紀半ばの同32番地の家、エンゲルガッセ7番地の家などである。最後に挙げた4階建ての建物は、年輪年代測定法により、1471年建造とされている。
- オックシュタットの聖ヤーコプ教会
- ユーデンバート
- 神学セミナー
- ブルク教会
- ヴェッテラウ博物館
- カイザー通り33番地
- カイザー通り44/46番地
- カイザー通り59/61番地
- カイザー通り77番地
- カイザー通り73番地
- カイザー通り114番地
- カイザー通り118番地
- カイザー通り120番地

### テアター・アルテス・ハレンバート

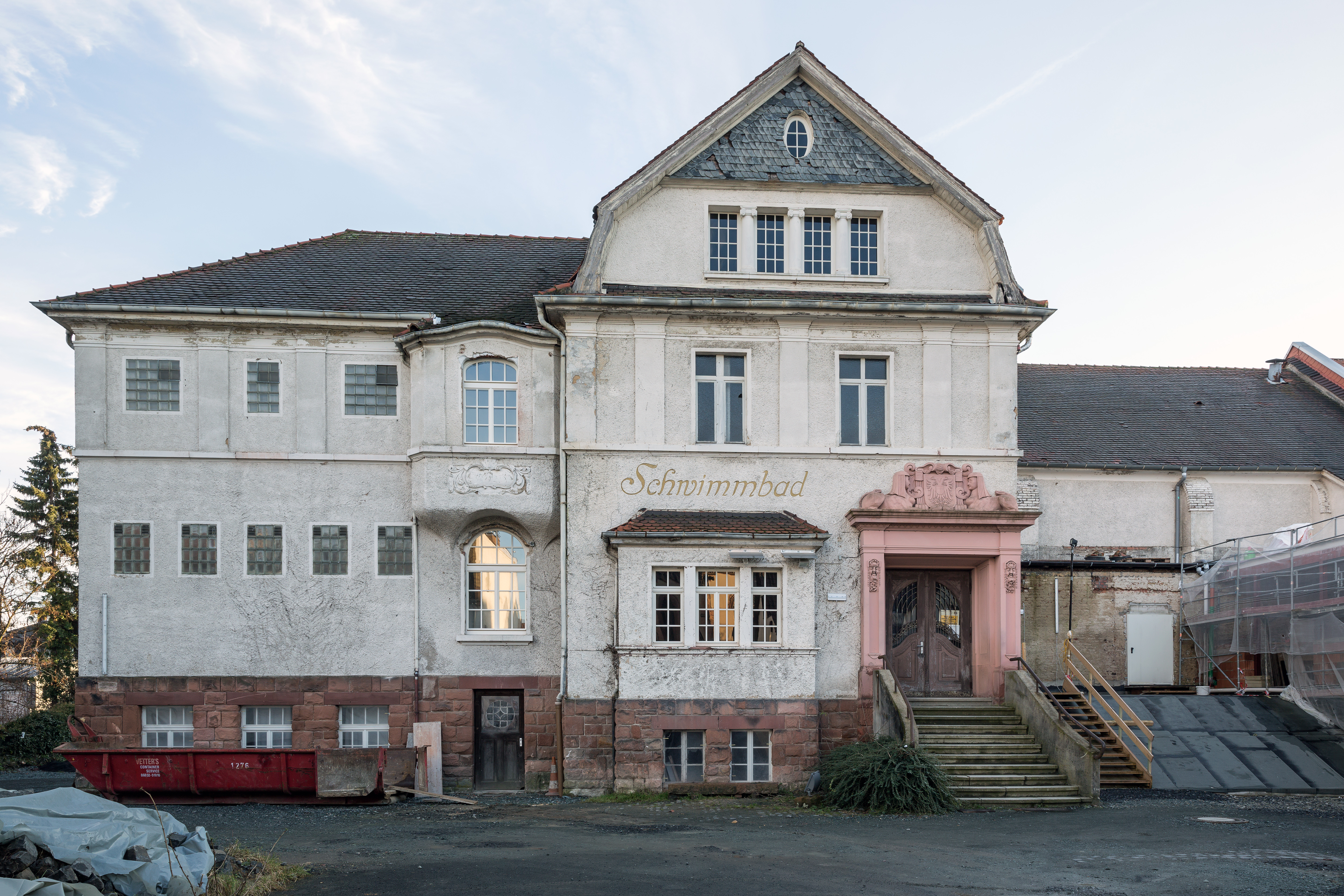
テアター・アルテス・ハレンバート

直訳すると「旧屋内プール劇場」。このプールは、1908年から1909年にギーセンの建築家ハンス・マイヤーによって建設された。建設資金は、その目的のために設立された市民団体が調達した。フリートベルクの商業顧問官カール・トラップから5万マルクの寄付があった。
2007年8月30日に発足した「テアター・アルテス・ハレンバート」フリートベルク/ヴェッテラウ友の会 e.V. は、市の中央部にあり、この年から使われなくなった旧屋内プールを、約150 - 200席の劇場に改装することを目標とした。第一段階としてこの団体は、市民から志のある2,500人の会員を集めることを目指した。その会費によって2008年5月10日に、プールを劇場に改築し運営するための公益団体が発足した。改築期間中にも、2013年6月15日から6月23日まで「テアター・アルテス・ハレンバート文化週間」というタイトルの下、イベントシリーズが開催された。その収益は、この建物を文化施設に改築支援に供された。

### 音楽
フリートベルクでは、1976年から1999年まで毎年著名なミュージシャンやバンドが参加する「フリートベルガー・ブルクフェスト」がブルクガルテン（城砦庭園）で開催されていた。2000年から2009年まで、やはり著名なミュージシャンやバンドが参加して毎年音楽祭サウンドガーデン・フェスティバルが開催された。サウンドガーデン・フェスティバルは2010年に中止され、2011年からは隣接するバート・ナウハイム市のゴルトシュタインパルクで音楽祭が開催されている。

### スポーツ
フリートベルクで有名な2つのスポーツクラブが、VfBフリートベルクと TSV フリートベルク＝ファウアーバッハである。VfBフリートベルクの水球スポーツ部門は現在2部リーガでプレイしている。VfBフリートベルクのサッカーチームは、1933年から1939年まで、当時のヘッセン・ガウリーガ1部に所属していた。TSV フリートベルク＝ファウアーバッハは、陸上競技部門でドイツ全土に知られている。最も有名な選手としては、北京オリンピックに出場したティル・ヘルムケや U-20 ヨーロッパチャンピオンのニルス・ミュラーが挙げられる。アイアンマン・ジャーマニーの自転車コースはフリートベルクを通っている。この他に特筆すべきは SV ディアナ・オックシュタットである。このクラブに所属するシュテファン・コルトは、車椅子常用者のクラスで国際的に最も成功した射撃競技選手の一人である。フリートベルクにはブンデスリーガチームもある。シャッハフロインデ 1891 フリートベルクの女子チームは、チェス・ブンデスリーガに所属している。

## 経済と社会資本

### 地元企業
フリートベルクは、1980年からスバル・ドイチュラント GmbH の本社所在地となっている。この企業は現在 120人の従業員を擁している。

### 交通
フリートベルクは、かつてのヴェッテラウ文化圏の中心であり、フランクフルト・アム・マインとギーセンとの間に位置する最も重要な交通の要衝である。ここに集まる交通路線には、ハンブルクからフランクフルトを経てアルプス地方に至る最も重要な全ドイツの南北軸を結ぶものがある。先史時代から存在し、中世には重要な交易路であった街道は現在、アウトバーン A5号線、連邦道 B3号線、マイン＝ヴェーザー鉄道となっている。

#### 道路
アウトバーン A5号線は、ドイツで最も重要な広域道路の一つである。この道路は、ヴェッテラウ地方では、フランクフルトへ通う道路として通勤客が利用している。北方面にある大学都市ギーセンへは A5号線を利用して速やかに移動することができる。アウトバーン A45号線もやはりギーセン方面から来て、ライン＝マイン地方東部のハーナウ周辺方面へ向かう。
連邦道 B3号線は、かつてフリートベルク内市街の真ん中を通っており、流入する交通量が大きいため、近隣住民に大きな負荷がかかっていた。このため、負荷を軽減させるためのバイパス道路について何十年もの間議論が行われていた。バイパス道路 B3a号線の建設は2005年に始まった。このバイパス道路は2009年6月に開通した。この道路の開通によって、B3号線はもはやフリートベルク内市街を通らず、フリートベルクの西側、オックシュタット市区の東側を通ることとなった。バイパス道路は、ロスバッハから来て、やはりかつては内市街を通っていた連邦道 B455号線を容れ、内市街の北側で再び分岐する。内市街を通る形で残された唯一の広域道路が B275号線である。この連邦道は、ヒンタータウヌス地方からフォーゲルスベルク山地を通る道路であり、フリートベルクを貫いている。

#### 鉄道

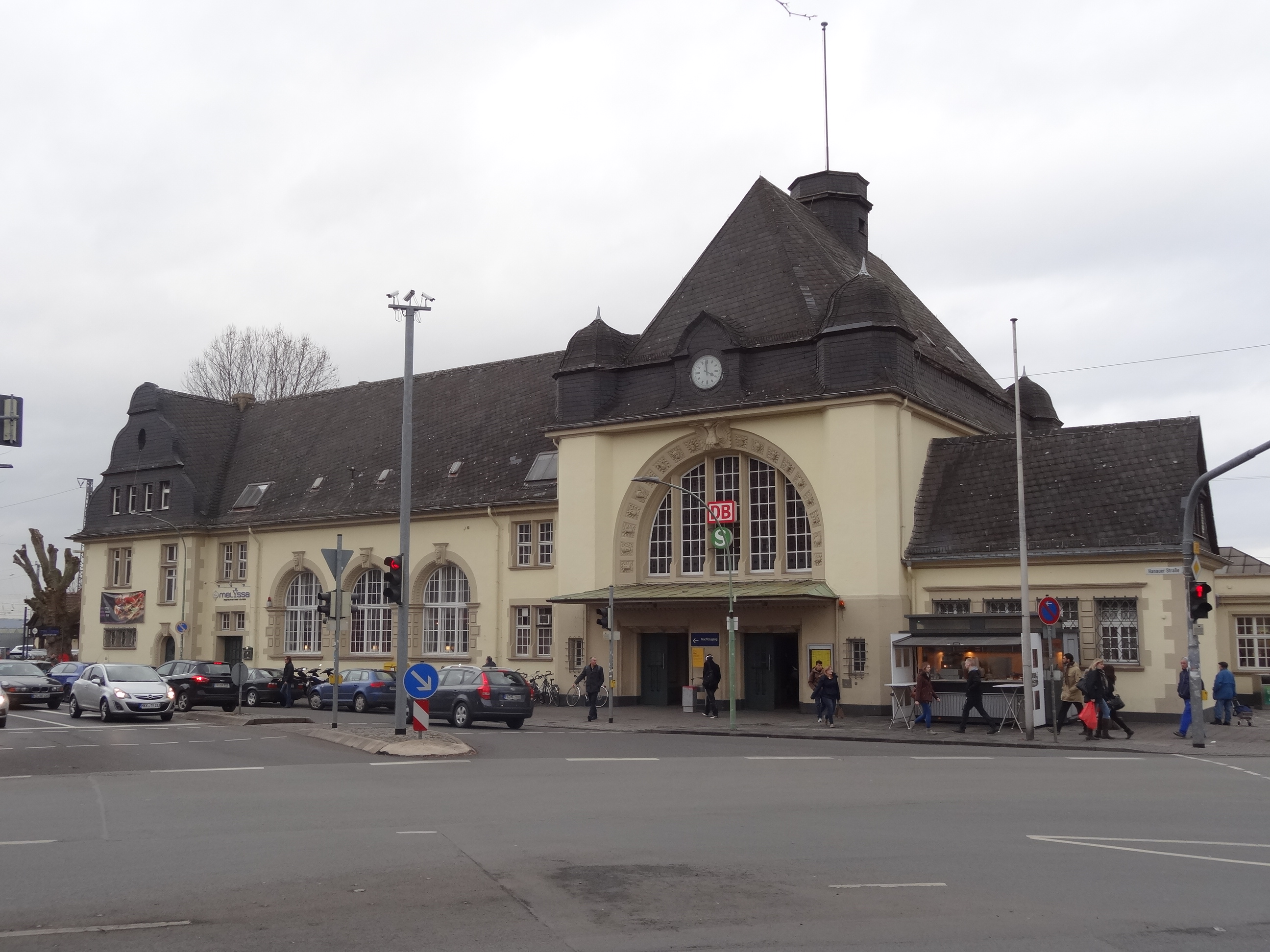
フリートベルク (ヘッセン) 駅

フリートベルクは、1850年に開通したマイン＝ヴェーザー鉄道によってドイツの鉄道網に結ばれている。市内には現在、フリートベルク (ヘッセン) 駅（ドイツ語: Bahnhof Friedberg (Hess)）の他にフリートベルク南駅、フリートベルク＝ブルーヒェンブリュッケン駅、ドルハイム (ヴェッテラウ) 駅があり、旅客営業のみを行っている。
フリートベルク駅を起点としてこれ以外の路線が開通した。1881年のニッデラウへ行く路線、1897年のフンゲンへ向かうホルロフタール鉄道、1901年のフリートベルク – フリードリヒスドルフ線である。
1978年からフリートベルクは、ライン＝マインSバーンに接続した。S6路線が30分間隔で、日没近くの時間帯には15分間隔でマイン＝ヴェーザー鉄道を通ってフランクフルトへ運行されている。
インターシティーの（シュトラルズント - ）ハンブルク – カッセル ＝ヴィルヘルムスヘーエ – ギーセン – フランクフルト (マイン) – ハイデルベルク – カールスルーエ（- コンスタンツ/バーゼル）線の列車のうち何本かはフリートベルクに停車する。

#### バス
フリートベルクは、VGOおよび DBバス交通ヘッセンの様々なバス路線が利用可能である。2014年12月14日の時刻表改訂以降、フリートベルクには独自の市バスシステムが設けられ、2つの循環路線 FB-30 と FB-31 が運行している。

### 教育
フリートベルクには数多くの教育機関がある:

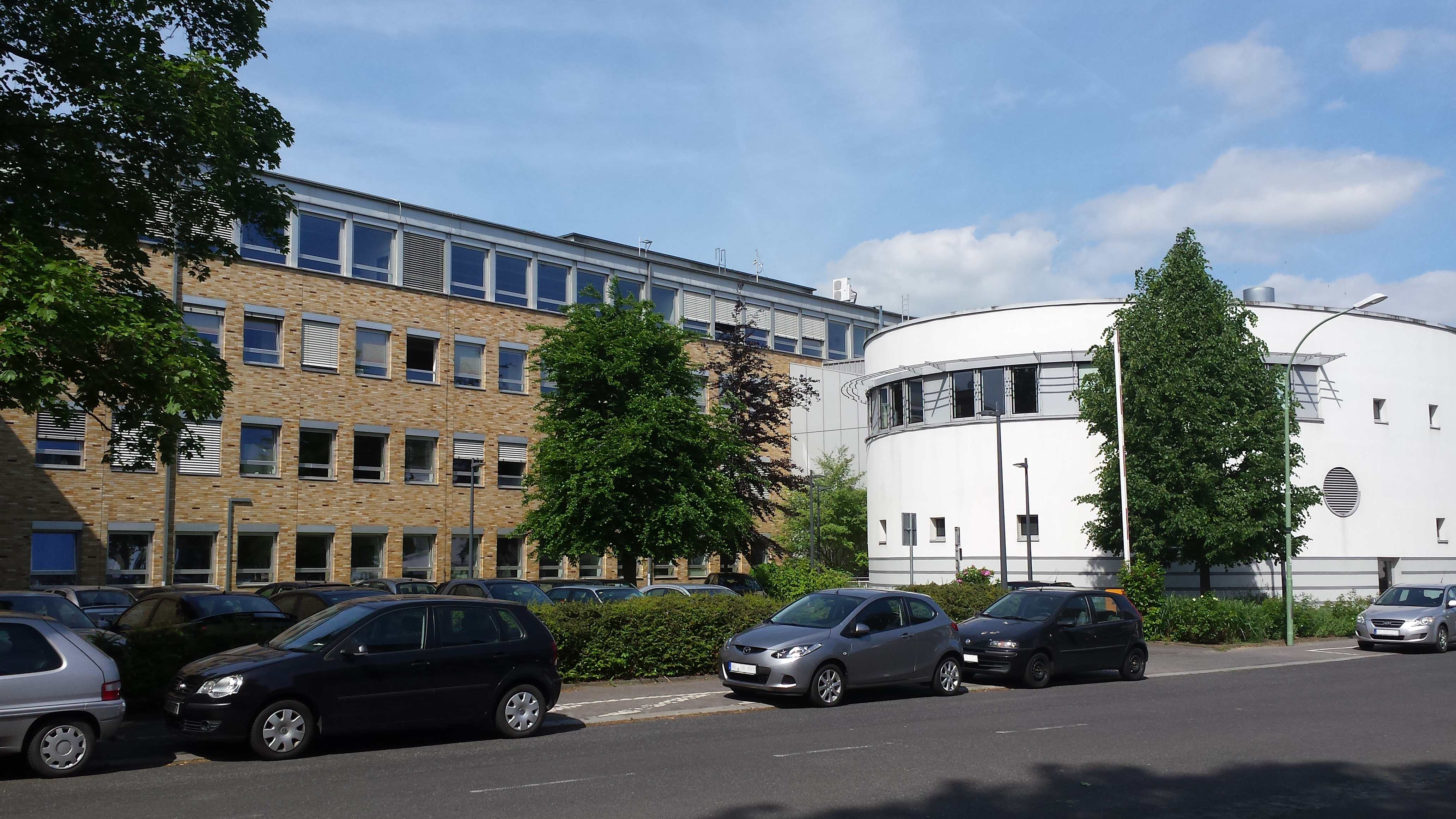
ミッテルヘッセン工科大学フリートブルク本館

| - アドルフ＝ライヒヴァイン＝シューレ・フリートベルク - アウグスチナーシューレ - ブリューダー＝グリム＝シューレ - ブルクギムナジウム - 総合学校ムスターシューレ - ファウアーバッハ基礎課程学校 - オックシュタット基礎課程学校 - ヘルムート＝フォン＝ブラッケン＝シューレ - ヘンリー＝ベンラート＝シューレ | - ヨハン＝ペーター＝シェーファー＝シューレ - ヨハン＝フィリップ＝ライス＝シューレ - ヨハネス＝ファッター＝シューレ - モンテッソーリ基礎課程学校フリートベルク - モンテッソーリ＝ゼクンダーシューレ＝ヴェッテラウ - フィリップ＝ディーフェンバッハ＝シューレ - ミッテルヘッセン工科大学 - ヴァルトベルクシューレ |

### メディア
- ヴェッテラウアー・ツァイトゥング

## 人物

### 出身者

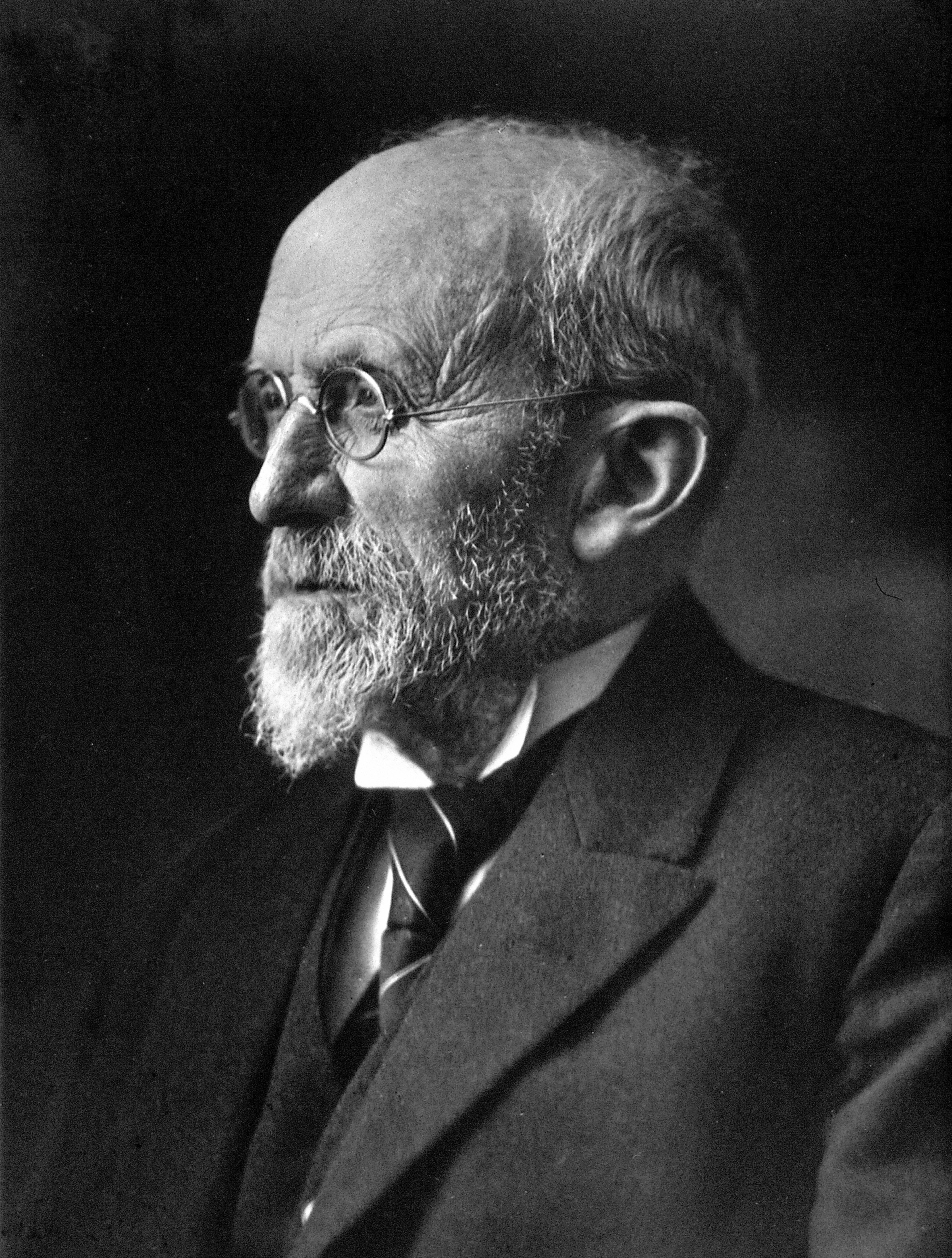
リヒャルト・ヘルトヴィヒ（1930年）

- エラスムス・アルベルス（ドイツ語版、英語版）（1500年頃 - 1553年）神学者、宗教改革家、詩人
- オスカー・ヘルトヴィヒ（ドイツ語版、英語版）（1849年 - 1922年）動物学者
- リヒャルト・フォン・ヘルトヴィヒ（ドイツ語版、英語版）（1850年 - 1937年）動物学者
- エルンスト・オッペンハイマー（1880年 - 1957年）ダイアモンド商人
- アルベルト・シュトール（ドイツ語版、英語版）（1890年 - 1961年）マインツ司教（ドイツ語版、英語版）
- マティアス・ヘルマン（ドイツ語版、英語版）（1962年 - ）俳優
- ルネ・ポレシュ（ドイツ語版、英語版）（1962年 - ）劇作家、演出家
- クリストフ・レング（ドイツ語版、英語版）（1975年 - ）ドイツ海賊党に所属する連邦議会議員
- デクスター・ランゲン（ドイツ語版、英語版）（1980年 - ）サッカー選手
- カムゲ・ガバ（ドイツ語版、英語版）（1984年 - ）陸上競技選手
- コレガー（ドイツ語版、英語版）（1984年 - ）ラッパー

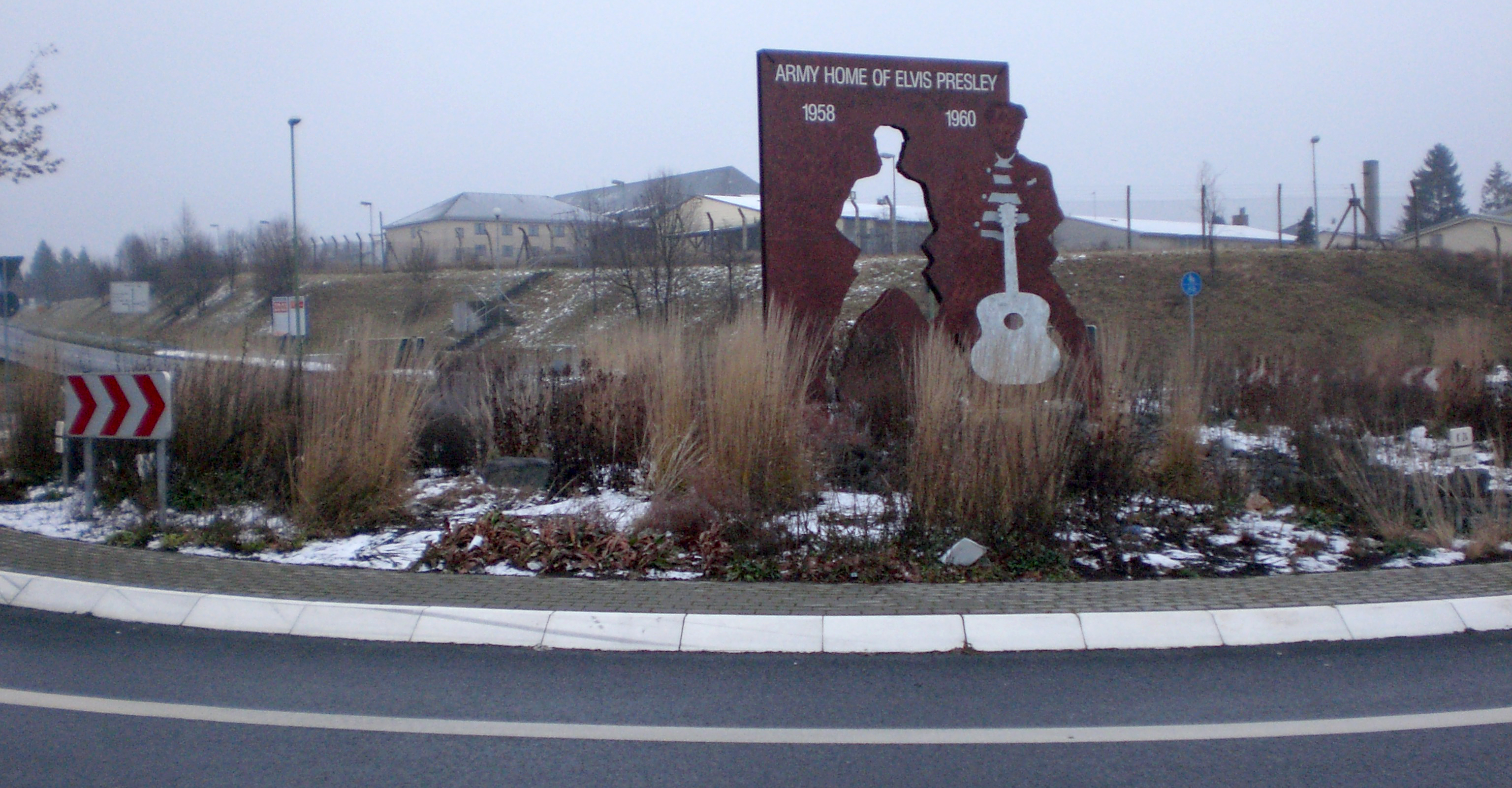
ライ兵舎前のエルヴィス・プレスリー記念碑

### ゆかりの人物
- エルヴィス・プレスリー（1935年 - 1977年）歌手、1958年から1960年までフリートベルクでアメリカ陸軍の兵役に就いた。ただし住んだのはバート・ナウハイムであった。
- ドナルド・ルーツ（1989年 - ）ドイツ人初のメジャーリーグベースボール選手、青少年期をフリートベルクで過ごした。

## 引用
1. ↑  Hessisches Statistisches Landesamt: Bevölkerung in Hessen am 31.12.2023 (Landkreise, kreisfreie Städte und Gemeinden, Einwohnerzahlen auf Grundlage des Zensus 2011)]
2. ↑  Max Mangold, ed (2005). Duden, Aussprachewörterbuch (6 ed.). Dudenverl. p. 342. ISBN 978-3-411-04066-7
3. ↑  Forschungen zur deutschen Geschichte, Band 23, Königlich Bayerische Akademie der Wissenschaften. Historische Kommission, Dieterich, 1883, S. 432
4. ↑  Ulrich Brandl und Emmi Federhofer: Ton + Technik. Römische Ziegel. Theiss, Stuttgart 2010, ISBN 978-3-8062-2403-0 (Schriften des Limesmuseums Aalen. Nr. 61)
5. ↑  Reinhold Neeb: Hexen, Folter, Scheiterhaufen: Hexenverfolgung und Hexenglauben im alten Oberhessen, Brühl 1991, S. 75.
6. ↑  Wetterauer Zeitung Nr. 111, 13. Mai 1995, S. 25.
7. ↑  Johann Wolfgang von Goethe, WA IV 2, 34.
8. ↑  Wilhelm Manchot: Kloster Limburg, Mannheimer Altertumsverein, 1892, S. 7
9. ↑  Statistisches Bundesamt (Hrsg.): Historisches Gemeindeverzeichnis für die Bundesrepublik Deutschland. Namens-, Grenz- und Schlüsselnummernänderungen bei Gemeinden, Kreisen und Regierungsbezirken vom 27. 5. 1970 bis 31. 12. 1982. W. Kohlhammer GmbH, Stuttgart und Mainz 1983, ISBN 3-17-003263-1, S. 360 und 361.
10. ↑  Jens Joachim: Kaum Widerstand gegen das Minarett, Frankfurter Allgemeine Rhein-Main 2007年12月4日付け（2015年8月26日 閲覧）
11. ↑  ヘッセン州統計局: 2011年3月27日のフリートベルク (ヘッセン) 市議会議員選挙結果（2015年8月26日 閲覧）
12. ↑  ヘッセン州統計局: 2005年9月11日のフリートベルク (ヘッセン) 市長選挙結果（2015年8月26日 閲覧）
13. ↑  ヘッセン州統計局: 2011年9月4日のフリートベルク (ヘッセン) 市長選挙結果（2015年8月26日 閲覧）
14. ↑  Friedberg - Partnerstädte und Städtefreundschaften（2015年8月26日 閲覧）
15. ↑  Nina Trentmann: Briten brechen Brücken nach Europa ab, Die Welt 2011年12月12日付け（2015年8月26日 閲覧）
16. ↑  Marco Evers: Ende einer Städtepartnerschaft: Die Europa-Monster aus Bishop's Stortford, Spiegel Online Politik 2012年12月17日付け（2015年8月26日 閲覧）
17. ↑  Seestadtl + 1238 - 1988 (Ervenice)（2015年8月26日 閲覧）
18. ↑  Theater Altes Hallenbad Friedberg（2015年8月27日 閲覧）
19. ↑  Die Burgfeste（2015年8月27日 閲覧）
20. ↑  Verein für Bewegungsspiele e.V.（2015年8月28日 閲覧）
21. ↑  TSV Friedberg-Fauerbach（2015年8月28日 閲覧）
22. ↑  IRONMAN European Championship Frankfurt（2015年8月28日 閲覧）
23. ↑  Schützenverein Diana 1920 Ockstadt e.V.（2015年8月28日 閲覧）
24. ↑  Schachfreunde 1891 Friedberg（2015年8月28日 閲覧）
25. ↑  Hessischer Bildungsserver - Friedberg（2015年8月28日 閲覧）